# Sémigalie
La Sémigalie ou Sémigalle (en letton : Zemgale ; en allemand : Semgallen) est une région qui couvre la partie centre sud de la Lettonie. C'est une région de plaines et de production agricole dont la principale ville est Jelgava. Son histoire est liée en grande partie à celle de la Courlande avec laquelle elle forma le duché de Courlande et Sémigalie.

## Histoire

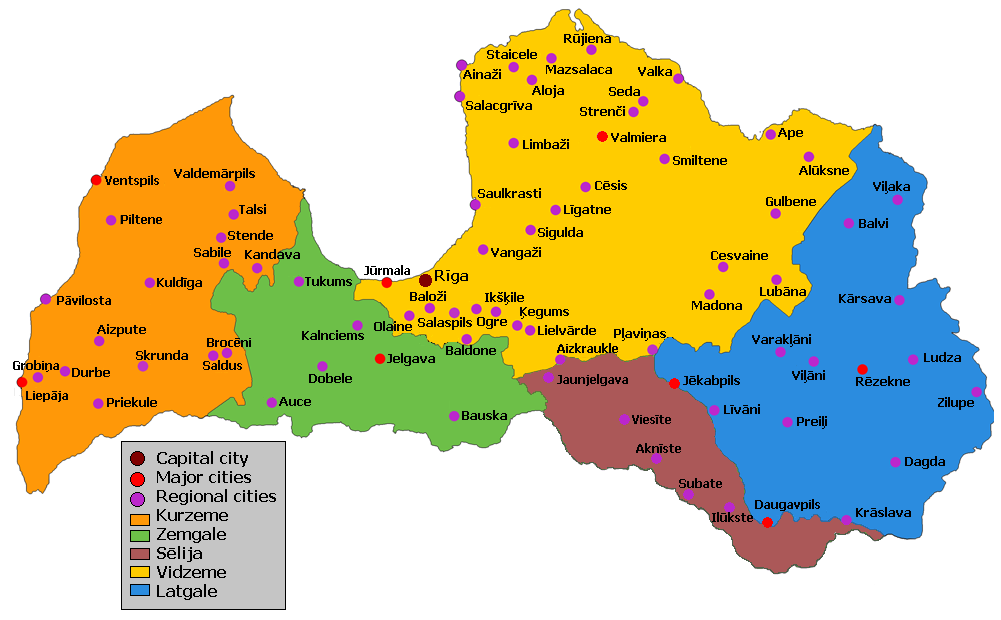
Région historique de la Lettonie : la Sémigalie est en vert.

La frontière avec la Lituanie est parsemée de châteaux afin de préserver les terres d'éventuelles attaques. Même si cette partie de la Lettonie a été occupée à plusieurs reprises et par différents occupants, les vassaux se devaient de protéger leurs suzerains et leur peuple.
Deux palais ont été les lieux de résidence des ducs de la Courlande et de Sémigalie. 
- Rundale, qui se situe au sud, dans le Bauskas rajons ;
- le château de Mitau dans la ville de Jelgava.

La langue historique était le sémigalien.

## Géographie

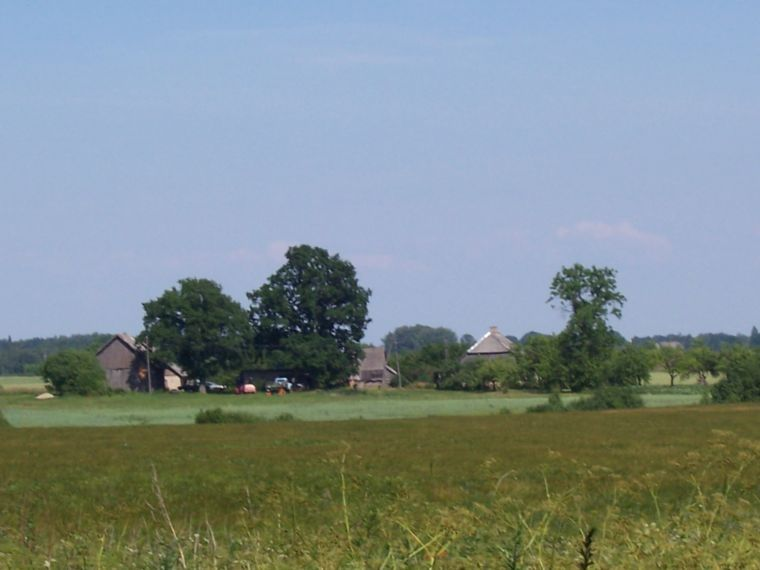
Paysage typique du Sémigalie (près de Penkule)

La Sémigalie comprend l'ensemble du bassin versant du Lielupe ainsi que la partie sud de celui de la Daugava. C'est un paysage de plaines où les altitudes ne dépassent 100 mètres qu'au sud et à l'est. La superficie tourne autour de 14 000 km². Administrativement, cette région comprend également la partie occidentale de la Sélonie.
Les villages se répartissent pour la plupart le long des routes ce qui permet de dire qu'il s'agit là d'un paysage d'openfield. La forêt est moins présente que dans le reste de la Lettonie. La répartition des villages est caractérisée par un centre et un espace de production agricole autour qui comprend forêts, prés et champs. Nombre de ces villages comprennent un bâtiment immense en ruine qui était un projet de la perestroïka et qui fut abandonné à la suite de l'indépendance.

## Démographie
Le chiffre total de la population de cette région est de 286 408 habitants en janvier 2006 avec un taux de masculinité de 0,89. Ce taux est au-dessus du taux national. Sur le plan de l'âge, elle se répartit de la manière suivante :
- 44 804 ont moins de 18 ans
- 183 875 ont entre 18 et 60 ans
- 57 729 ont plus de 60 ans

Le taux de migration est négatif (-1,38 ‰) et les alentours de Rīga bénéficient d'une sorte d'urbanisation qui permet de pallier les chiffres globaux. Cependant, les zones rurales se désertifient et vieillissent. Les chiffres de la population sont cependant à considérer avec précaution car il ne reflètent pas totalement cet exode rural.
Le taux d'accroissement naturel de -4,71 ‰ ne permet pas de pallier le taux de migration.
Ce qui donne un chiffre global de -6,09 ‰ sur l'ensemble de la région.
La répartition ethnique est la suivante :
- Lettons : 67,8 %.
- Russes : 19 % (dont plus d'un tiers à Jelgava).
- Biélorusses : 4,64 %.
- Lituaniens : 3,2 % (principalement sur la frontière).
- Autres : 5,3 % (Polonais, Ukrainiens…).

## Économie
En 2003, la croissance en emploi était de 4,6 %.
La production est principalement agricole et les cultures dominantes sont la betterave à sucre, la pomme de terre, le colza mais également quelques vergers dont la principale production est la pomme. L'élevage bovin destiné aux laitages et porcin pour la viande sont également des sources de revenus pour les plus grosses entreprises agricole. Chaque village ou presque compte une grande entreprise agricole qui n'est autre que l'ancien kolkhoze.
La privatisation des terres qui a fait suite à l'indépendance a permis aux plus riches de créer leur propre ferme mais dans ce cas-là, la production est destinée au marché local ou tout simplement à la consommation personnelle. Il s'agit des quelques cultures de fruits et légumes.
Quelques unités de production agro-alimentaire sont présentes au cœur des villes principales mais également dans de plus petites municipalités. Elles sont la plupart du temps destinées à la transformation de la production locale.
Jelgava abrite une fabrique de sucre ainsi qu'un manufacture de céramiques dont la production est principalement destinée à l'importation.
Sur l'ensemble de la Sémigalie, le chômage est aux alentours de 5 % mais cela doit être relativisé par un exode rural des jeunes, qui n'est pas nettement comptabilisé, un nombre important d'emplois saisonniers et qu'il s'agit des chiffres du NVA (l'agence nationale pour l'emploi). Le pourcentage réel de gens sans emploi serait d'environ 10 % dont 66 % sont des femmes et près de 68 % n'ont que le niveau bac.

## Éducation
Ce territoire compte 150 établissements scolaires répartis de la manière suivante :
- 9 écoles maternelles (Sākumskola)
- 84 écoles et collèges (Pamatskola)
- 47 lycées (Vidusskola)
- 10 écoles spécialisées (Specskola)
- 11 lycées professionnels (Profesionālas vidusskola)

2/3 d'entre eux sont dotés de gymnases

## Rajons
Sur le plan administratif, cette région comprend les Rajons de :
- Aizkraukles,
- Bauskas,
- Dobeles,
- Jelgavas,
- Jēkabpils,
- Ogre.